# École primaire en France
Pour un article plus général, voir Enseignement primaire.
L’école primaire en France regroupe l'école maternelle de trois (parfois deux) à six ans et l'école élémentaire de six à onze ans, l'instruction étant obligatoire dès trois ans que cela soit à l'école ou à domicile.
Cet ensemble est chargé de l'enseignement du premier degré, à l'origine, l'école primaire de Jules Ferry n'accueillait que les élèves de 6 à 13 ans et le niveau élémentaire était donc alors appelé « école primaire ». En France, l'instruction est obligatoire depuis septembre 2019 pour les enfants de 3 à 16 ans. Elle est, en majeure partie, dispensée dans les écoles, maternelles et élémentaires. Cependant, ce n'est pas l'école qui est obligatoire, mais l'instruction des enfants. Dès lors, certains parents décident d'instruire eux-mêmes leurs enfants à la maison. En France, il existe différents types d'écoles différenciées par leur mode d'administration (secteur public, secteur privé sous contrat ou secteur privé hors contrat). L'enseignement primaire est décomposé en trois cycles:
Le cycle 1 des apprentissages premiers, appartenant à l'école maternelle ;
- Première année : petite section ou PS (3-4 ans).
- Deuxième année : moyenne section ou MS (4-5 ans).
- Troisième année : grande section ou GS (5-6 ans).

Le cycle 2 des apprentissages fondamentaux, appartenant à l'école élémentaire :
- Première année : cours préparatoire ou CP (6-7 ans).
- Deuxième année : cours élémentaire 1re année ou CE1 (7-8 ans).
- Troisième année : cours élémentaire 2e année ou CE2 (8-9 ans).

Le cycle 3 des approfondissements devenu en 2013 le cycle de consolidation, appartenant à l'école élémentaire :
- Première année : cours moyen 1re année ou CM1 (9-10 ans).
- Deuxième année : cours moyen 2e année ou CM2 (10-11 ans).

## Histoire

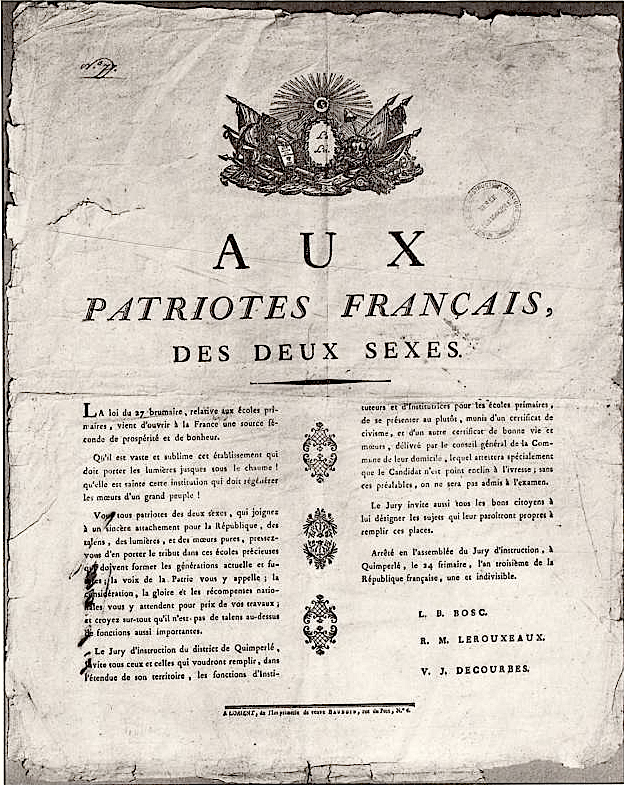
Affiche pour le recrutement d'enseignants des deux sexes (novembre 1794, musée Carnavalet).

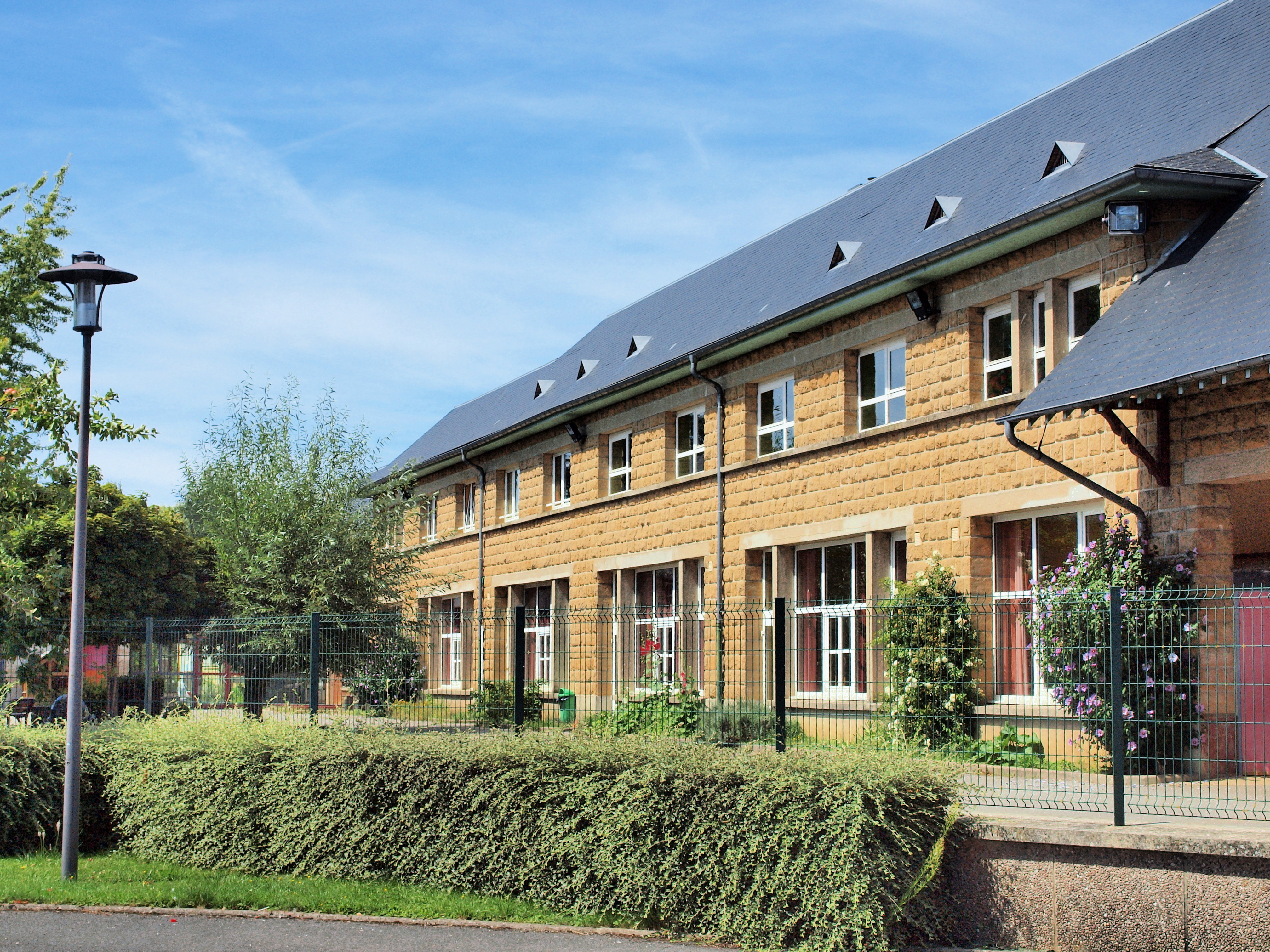
École élémentaire du Chesne.

Sous l'Ancien Régime, il existait environ 10 000 écoles. C'étaient des écoles confessionnelles (catholiques) et il y en avait en moyenne, une pour trois paroisses. À la Révolution française, il fut prévu que des premières écoles soient installées dans toute la République pour y admettre des enfants des deux sexes et leur enseigner en langue française ; par le décret du 27 brumaire an III (17 novembre 1794), il fut alors prévu une première école dès 400 habitants, l'enseignement se faisant par des « patriotes des deux sexes ». Mais la tourmente de la Terreur rendit impossible ce projet et très peu d'écoles fonctionnèrent. Le 28 juin 1833, la loi Guizot imposa aux communes de plus de 500 habitants de financer une école de garçons. Le 23 juillet 1836, aménagement d'une extension de la loi Guizot aux filles sans obligation communale. Le 15 mars 1850, promulgation de la loi Falloux sur l'instruction primaire et la liberté des enseignements primaires et secondaires.

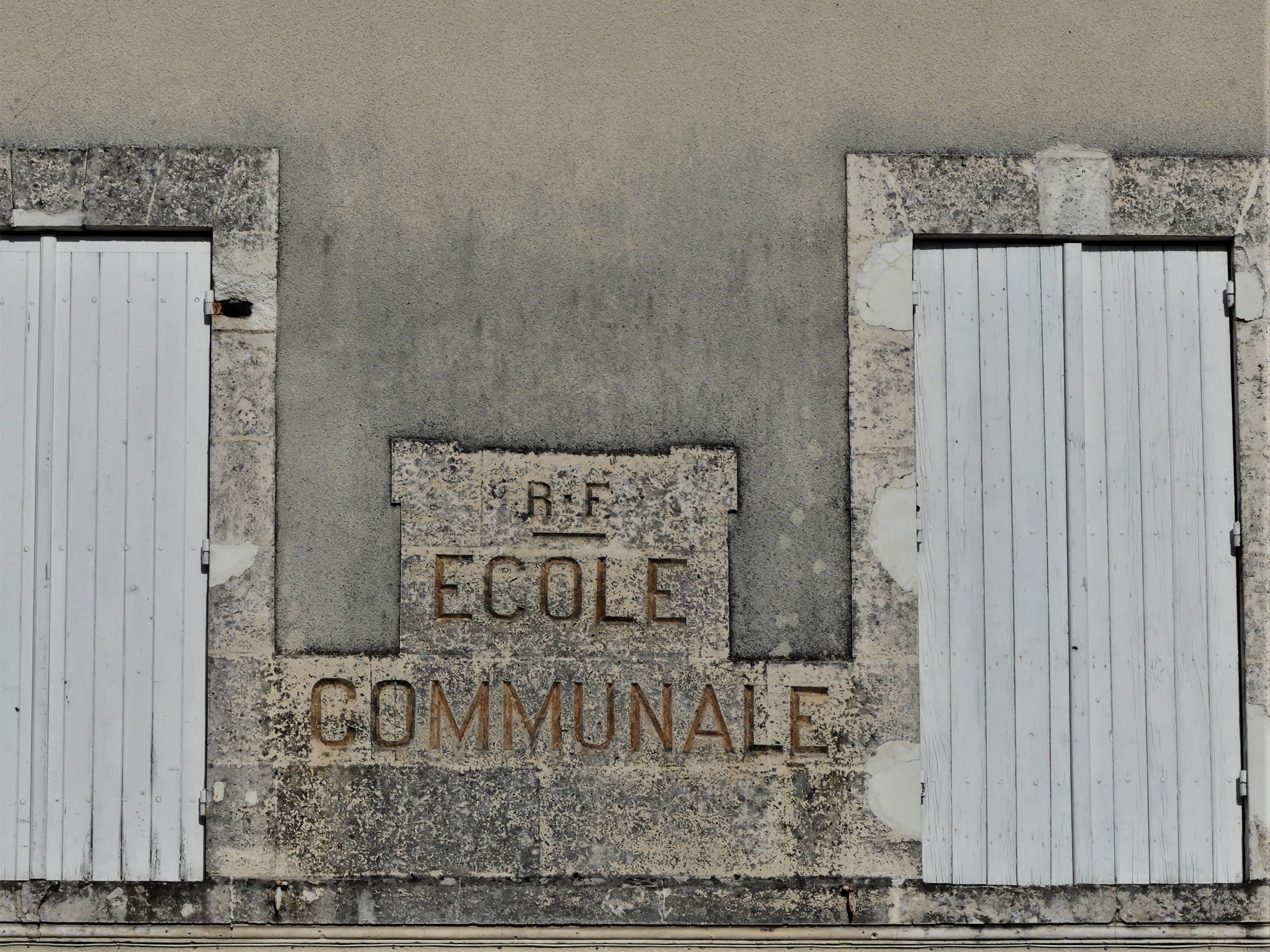
Inscription sur l'ancienne école communale de Bourg-du-Bost.

Le 10 avril 1867, obligation pour les communes de plus de 500 habitants d'avoir une école de filles. Le 8 octobre 1880, ouverture possible de classes enfantines pour les élèves de moins de 7 ans. Le 16 juin 1881, et le 28 mars 1882 les lois Ferry instituent l'enseignement primaire public gratuit, laïc et obligatoire, pour les filles en 1882. Le 30 octobre 1886, la loi Goblet organise l'enseignement primaire (écoles maternelles, classes enfantines, écoles primaires élémentaires, écoles primaires supérieures, cours complémentaires, écoles manuelles d'apprentissages), et la laïcisation du personnel des écoles publiques.
Au début du vingtième siècle, la population enseignante se féminise en regard à des considérations telles que la
crise du recrutement masculin, l'acceptation par les femmes titulaires du seul brevet élémentaire des postes les moins recherchés, les besoins consécutifs aux lois de laïcisation, la mobilisation des instituteurs en 1914-1918. Les femmes bénéficient en 1919 de l’égalisation des traitements. En 1936, la loi Zay sur l'enseignement primaire instaure scolarité obligatoire jusqu'à 14 ans. En 1959, la loi Berthoin, fixe l'obligation scolaire jusqu'à 16 ans.
Jusqu'à l'instauration de la Cinquième République, l'enseignement était structuré par ordre. D'un côté les élèves de l'enseignement primaire restent dans le primaire du début jusqu'à la fin de leur scolarité. Les meilleurs élèves qui choisissent de ne pas préparer le certificat d'études primaires suivent des cours primaires supérieurs, organisés par les écoles primaires qui leur permettent d'atteindre le brevet. D'un autre côté les élèves de l'enseignement secondaire suivent les cours élémentaires de la onzième à la septième organisés par le collège ou le lycée au sein duquel ils continuent jusqu'au baccalauréat.
Même si des passerelles ont existé, elles étaient plutôt rares et peu empruntées. Avant les années 1950, et en particulier pendant l'entre-deux-guerres, les noms des différents niveaux étaient les suivants :
- PS : 14e
- MS : 13e
- GS : 12e
- CP : 11e
- CE1 : 10e
- CE2 : 9e
- CM1 : 8e
- CM2 : 7e

## Organisation

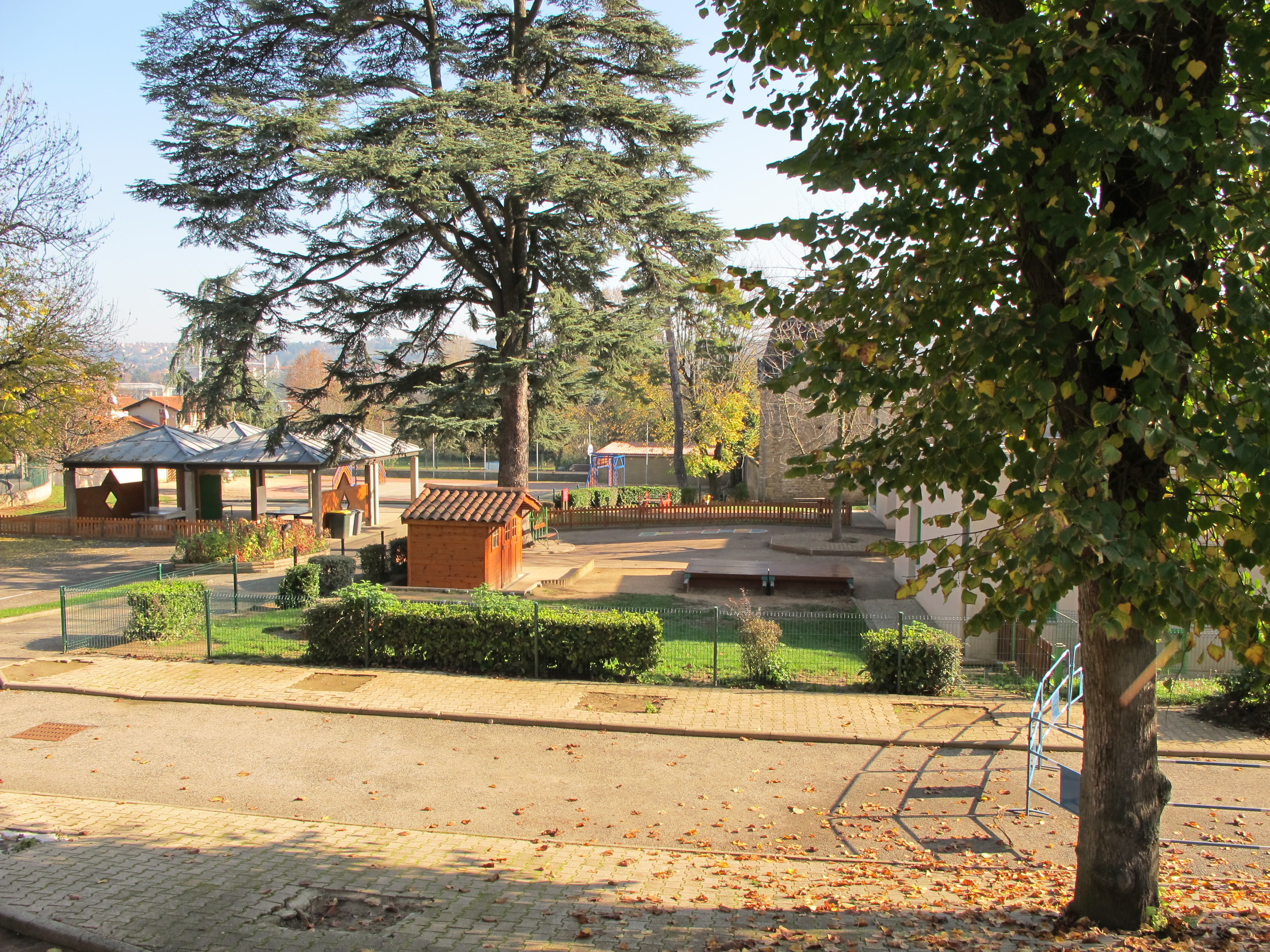
École élémentaire d'Albigny-sur-Saône.

L'école primaire comprend à la fois l'école maternelle et l'école élémentaire. Parallèlement, elle est partagée en trois cycles ,. Cette politique de cycles, mise en place par la loi d'orientation sur l'éducation du 10 juillet 1989 et inspirée des mouvements de l'école nouvelle, prend en considération les décalages d'apprentissage entre les enfants dus aux différences de maturité. L'enfant dispose de trois ans pour acquérir l'ensemble des compétences du cycle considéré. Pour ceux en difficulté ou pour les plus précoces, il existe la possibilité de prolonger ou de réduire le cycle d'une année, mais seulement une fois durant l'enseignement primaire.

Chaque école doit rédiger et actualiser le projet de cycle : document définissant les modalités locales (au niveau de chaque école) de mise en œuvre de cette pédagogie de cycle. Il permet par exemple d'éviter d'enseigner la même période historique plusieurs fois au cours du même cycle. Ce document est toutefois complexe à réaliser et à actualiser, notamment dans les écoles où les équipes changent (par le biais des mutations, départs et congés divers) ainsi que dans les écoles de grande taille (car il est nécessaire qu'il soit accepté à l'unanimité pour être utile).

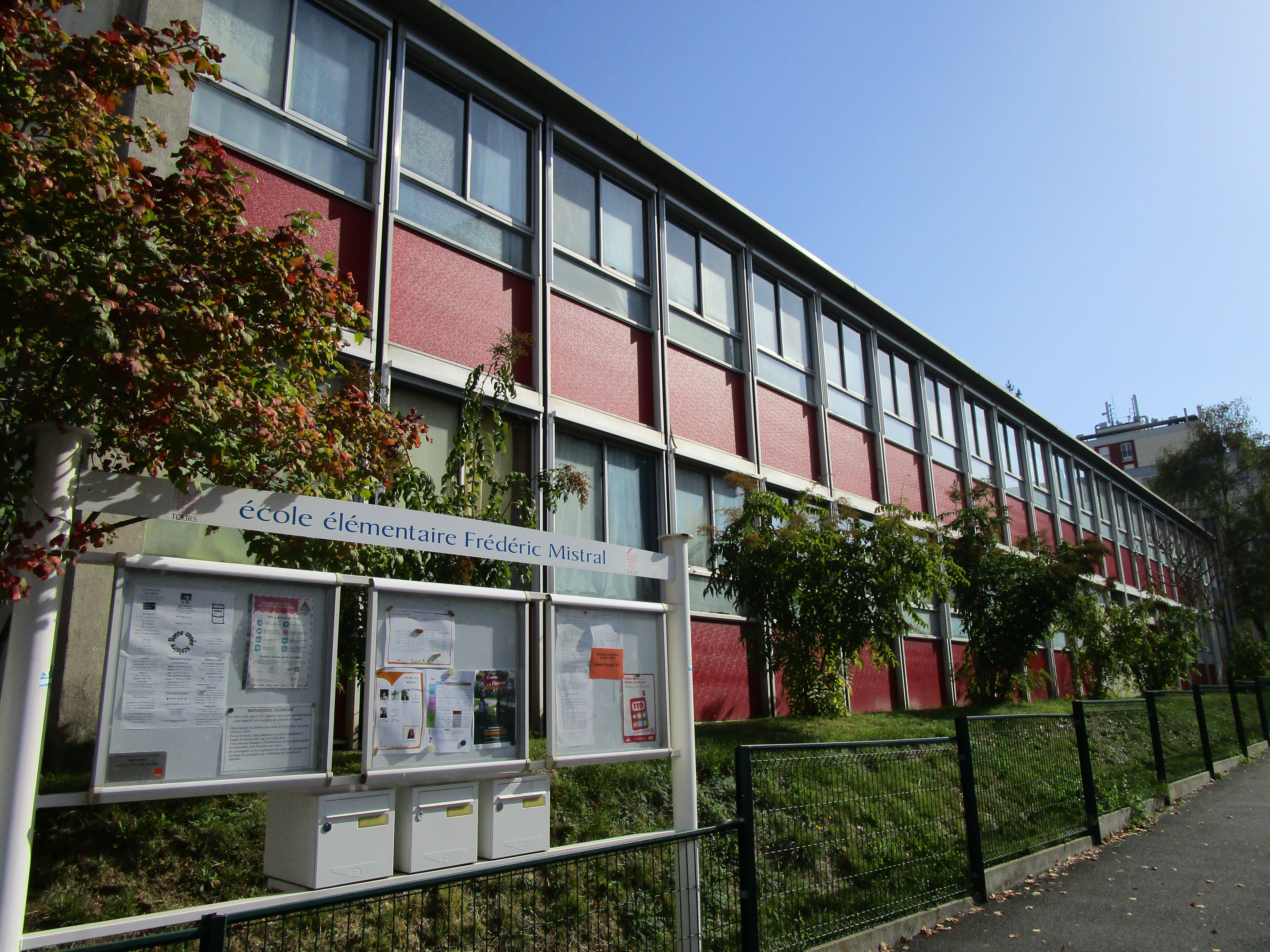
L'école primaire Frédéric-Mistral dans le quartier de La Bergeonnerie à Tours.

Le rythme scolaire désigne la répartition des temps pour l'enfant dans la semaine et dans l'année, à l'école et en dehors de l'école. Cette question est centrale dans le débat sur l'école, entre autres parce que les spécialistes des rythmes de l'enfant ont souligné que souvent on impose à l'enfant des rythmes de vie et d'apprentissage qui sont peu adaptés à un bon développement.
Les programmes officiels de d'enseignement ont fait l'objet d'une version consolidée au BO du 26 juillet 2018. La scolarité primaire se déroule à l'école maternelle puis à l'école élémentaire, chaque structure étant placée sous la responsabilité d'un directeur d'école ou bien les deux structures étant regroupées sous l'appellation « école primaire » et placées sous la responsabilité d'un seul directeur. Dans l'enseignement privé, toutes les écoles sont des écoles primaires.
Une école d'application est une école élémentaire ou maternelle comme une autre, qui participe en plus à la formation des futurs professeurs des écoles. Les écoles d'application étaient rattachées jusqu'en 1991 aux écoles normales d'instituteurs et les maîtres d'application qui y enseignaient « appliquaient » (mettaient en pratique) ce que les étudiants apprenaient en théorie à l'école normale. Les écoles normales ont été remplacées en 1991 par les IUFM (Institut Universitaire de Formation des Maîtres) qui leur ressemblaient, mais qui depuis 2010 fonctionnent différemment. En 2011, les écoles d'application existent toujours, de même que les maîtres d'application (maîtres formateurs) qui y enseignent. Ce sont des maîtres qui possèdent une qualification certifiée de formateur, qui ont une classe comme les autres mais qui accueillent régulièrement dans leur classe des futurs professeurs des écoles en stage. Ils sont déchargés de classe une partie de leur temps de service sur lequel ils vont visiter leurs étudiants dans d'autres écoles où ils effectuent des stages en responsabilité. Ils leur donnent des cours alliant théorie et pratique, les conseillent et les évaluent. Ce sont en général des maitres chevronnés, à la pointe de la pédagogie, des maitres « modèles ».
| Niv 3 14 |                                   | Diplôme national du brevet (DNB)Troisième     |                                        | DNB et Certificat de formation générale (CFG)Troisième Prépa-Métiers, SEGPA, ULIS, UPE2A |
| 13       | Quatrième                         | Quatrième SEGPA, ULIS, UPE2A                  |                                        |                                                                                          |
| 12       | Cinquième                         | Cinquième SEGPA, ULIS, UPE2A                  |                                        |                                                                                          |
| 11       | Sixième                           | Sixième SEGPA, ULIS, UPE2A                    |                                        |                                                                                          |
|          | Collège                           |                                               |                                        |                                                                                          |
|          |                                   |                                               |                                        |                                                                                          |
| Niv 2 10 | Cours moyen 2e année (CM2)        |                                               | Cours moyen 2e année ULIS, UPE2A (CM2) |                                                                                          |
| 9        | Cours moyen 1re année (CM1)       | Cours moyen 1re année ULIS, UPE2A (CM1)       |                                        |                                                                                          |
| 8        | Cours élémentaire 2e année (CE2)  | Cours élémentaire 2e année ULIS, UPE2A (CE2)  |                                        |                                                                                          |
| 7        | Cours élémentaire 1re année (CE1) | Cours élémentaire 1re année ULIS, UPE2A (CE1) |                                        |                                                                                          |
| 6        | Cours préparatoire (CP)           | Cours préparatoire ULIS, UPE2A (CP)           |                                        |                                                                                          |
|          | École élémentaire                 |                                               |                                        |                                                                                          |
|          |                                   |                                               |                                        |                                                                                          |
| Niv 1 5  | Grande section (GS)               | Grande section (GS)                           | Grande section (GS)                    |                                                                                          |
| 4        | Moyenne section (MS)              | Moyenne section (MS)                          | Moyenne section (MS)                   |                                                                                          |
| 3        | Petite section (PS)               | Petite section (PS)                           | Petite section (PS)                    |                                                                                          |
| 2        | Toute petite section (TPS)        | Toute petite section (TPS)                    | Toute petite section (TPS)             |                                                                                          |
|          | École maternelle                  |                                               |                                        |                                                                                          |
|          |                                   |                                               |                                        |                                                                                          |
| RNCP Âge | Système éducatif en France        | Système éducatif en France                    | Système éducatif en France             |                                                                                          |

Les écoles primaires publiques sont financées par les communes. En outre, certaines écoles publiques comprennent aussi des classes d'intégration scolaire mises en place pour permettre de scolariser tous les élèves et de permettre aux élèves en situation de handicap de suivre totalement ou partiellement un cursus scolaire ordinaire.

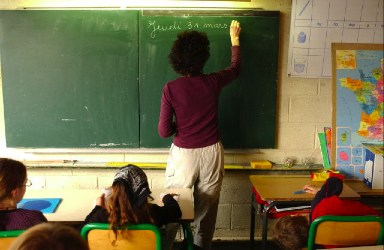
Cours dans une école élémentaire.

Il existe aussi des écoles privées, parfois « hors contrat ». La plupart de ces écoles sont confessionnelles, en général catholiques. D'autres se distinguent par leur pédagogie initiant des démarches novatrices :  écoles dites nouvelles, écoles Montessori, école libertaire Bonaventure à Oléron (1993-2001), école de la Neuville en Seine-et-Marne (fondée en 1973), inspirée par les travaux de Françoise Dolto, etc. Une nouvelle loi d'orientation a été promulguée en 2005 (Loi d'orientation et de programme pour l'avenir de l'école, no 2005-380 du 23 avril 2005, dite « Loi Fillon »). À la fin de l'été 2005, tous les décrets d'application n'étaient pas encore parus. Certaines mesures sont entrées en vigueur à la rentrée de septembre 2005. Il existe également des écoles associatives, considérées privées parce que non-publiques, dans des langues autres que la seule langue officielle, le français : 
- en basque, avec l'association Seaska
- en catalan, avec La Bressola
- en breton, avec Diwan, qui se considère école publique, laïque et gratuite.
- en occitan, au sein des Calandretas

### École maternelle: cycle 1

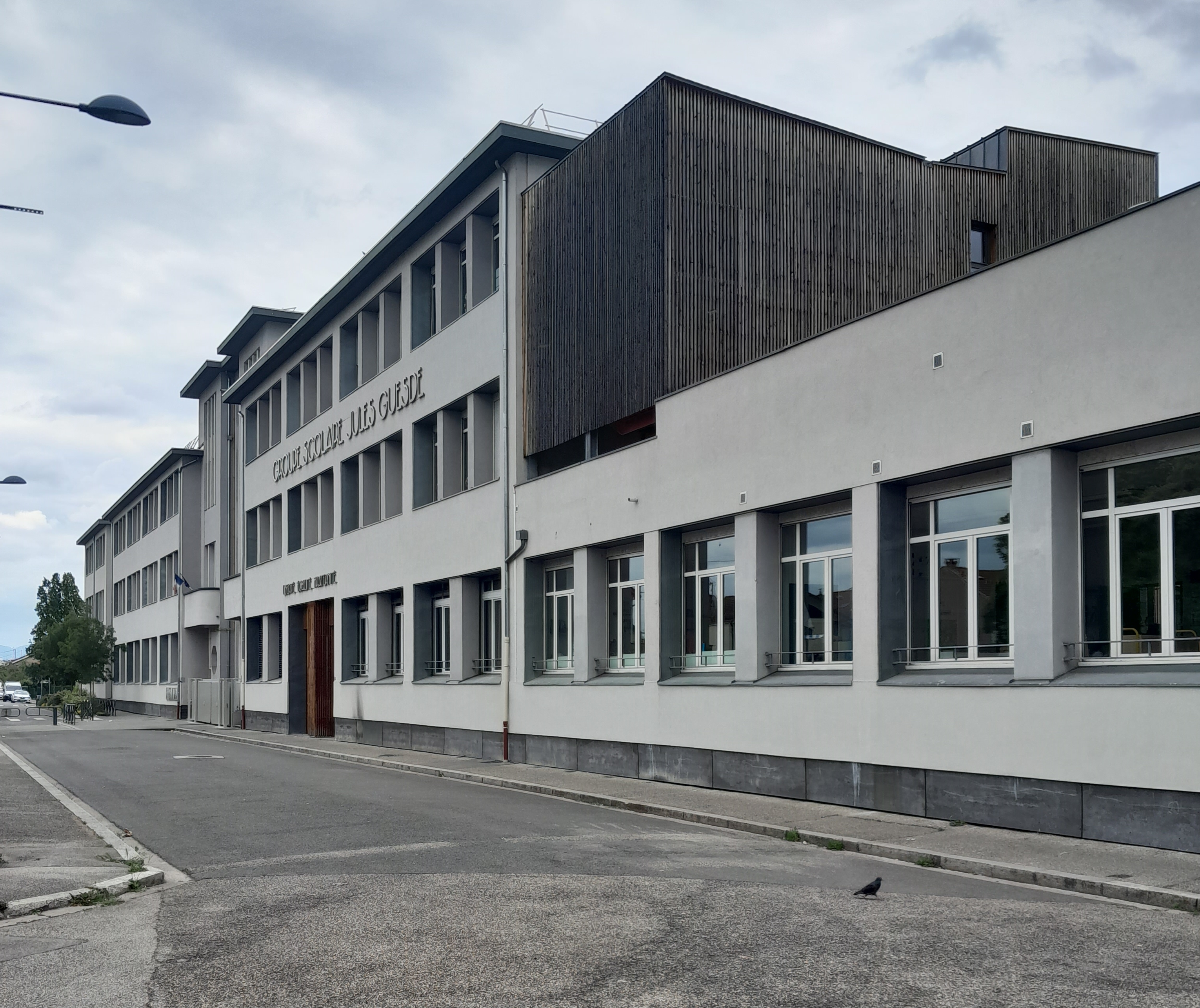
Groupe scolaire Jules Guesde à Villeurbanne

L'école maternelle accueille les enfants de 3 à 5 ans. C'est une période préparatoire à l'enseignement élémentaire : les objectifs essentiels sont la socialisation, la mise en place du langage, du nombre et du geste graphique. On y prépare l'apprentissage de la vie en groupe, celui de la lecture, de l'écriture et des mathématiques. L'enseignement dans les écoles maternelles est composé généralement de trois niveaux : 
- La première année de cycle 1, appelée aussi petite section de maternelle (PS).
- La seconde année de cycle 1, appelée aussi moyenne section de maternelle (MS).
- La troisième année de cycle 1, appelée aussi grande section de maternelle (GS).

Une classe supplémentaire peut parfois accueillir les enfants dès l'âge de 2 ans : la toute petite section (TPS), pour les enfants de 2 à 3 ans. Il n'en existe pas dans toutes les écoles maternelles, mais lorsque c'est le cas, cette classe fait partie du cycle 1. Avant les années 1950, et en particulier pendant l'entre-deux-guerres, les noms des différents niveaux étaient les suivants :
- PS : 14e
- MS : 13e
- GS : 12e

### École élémentaire: cycle 2 et cycle 3

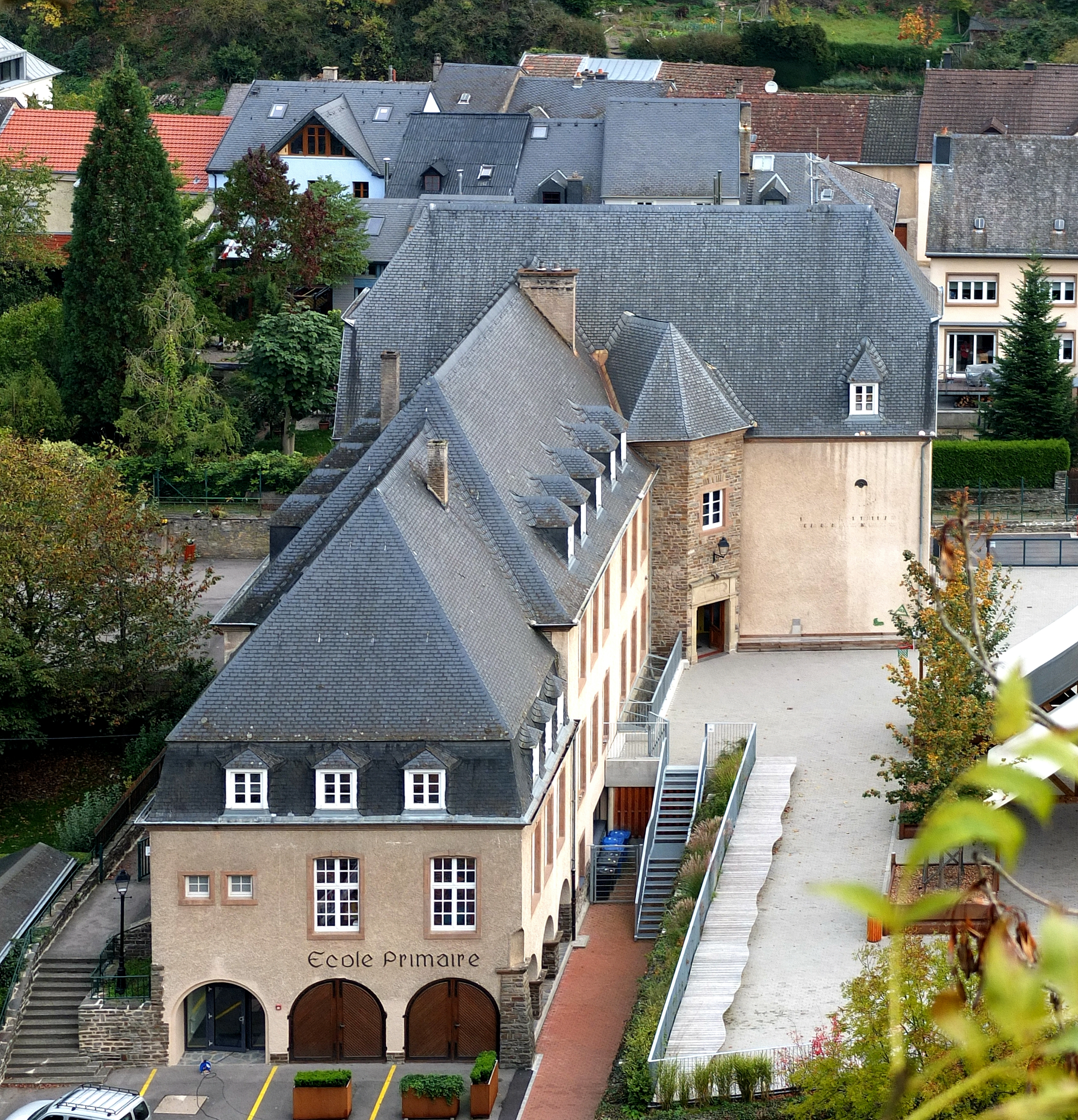
École primaire de Vianden.

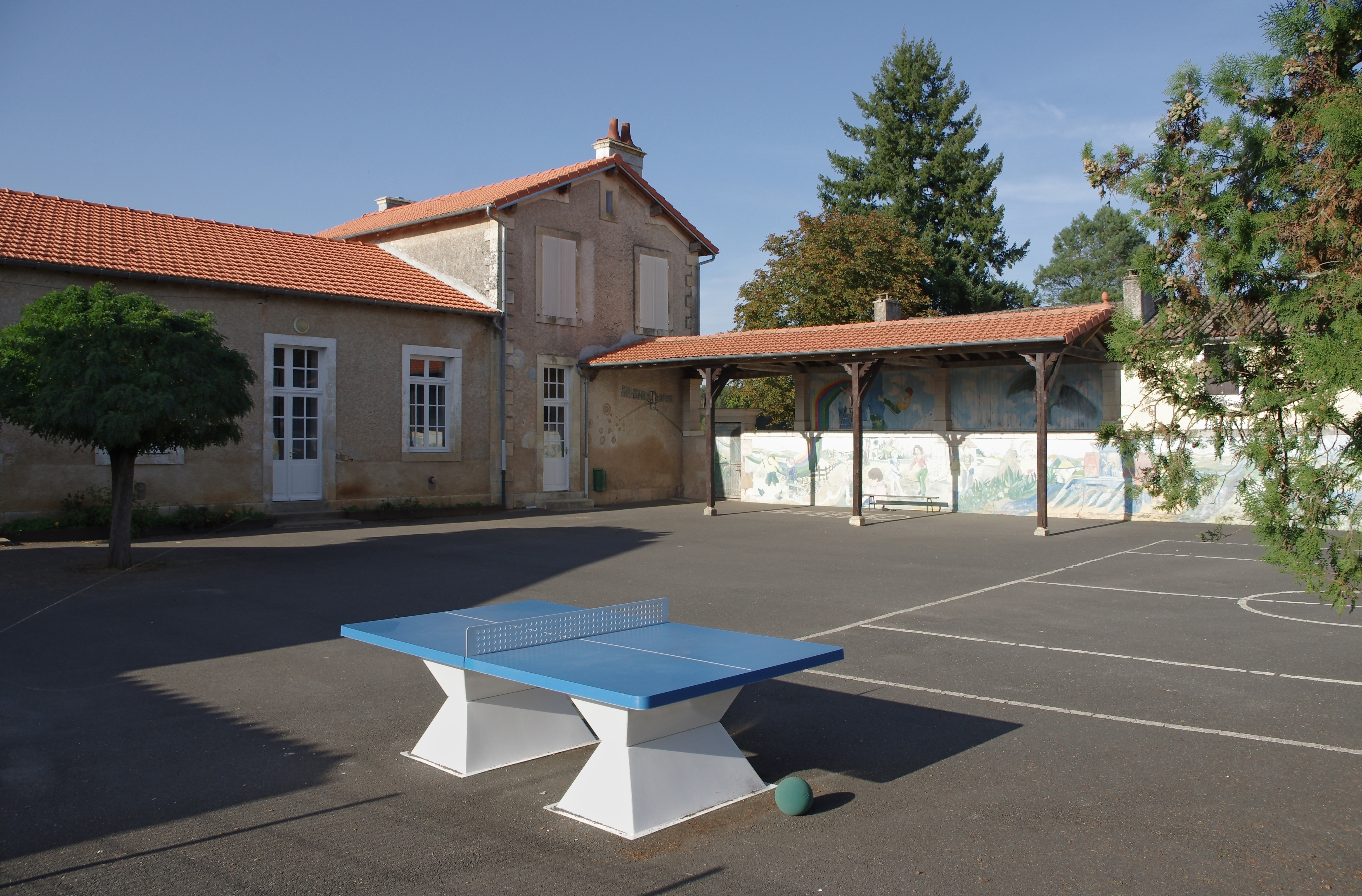
Cour d'école.

L'école élémentaire accueille les enfants de 6 à 10 ans. L'enfant entre en CP au mois de septembre de l'année de son sixième anniversaire.
C'est durant cette période que s'acquièrent les bases de l'apprentissage de la lecture, de l'écriture et des mathématiques. Un enseignement scientifique concernant les centres d'intérêt proches des enfants, est apporté dès le cycle 2 par ce que les programmes officiels intitulent Découverte du Monde. À partir du cycle 3 cet enseignement, devient plus précis et s'élargit à la France et au monde avec des enseignements en histoire, en géographie, en sciences et en technologie. Un enseignement sportif et artistique est également apporté dès le Cours préparatoire aux élèves. Depuis quelques années les élèves de cycle 3 peuvent en plus, bénéficier d'un enseignement dans une langue étrangère, ainsi que d'un brevet en informatique (BII). Les enfants restent durant toute l'année scolaire dans la même salle de classe pour tous les enseignements. En général, il y a un enseignant par classe, qui est chargé de toutes ces matières. L'enseignement élémentaire est divisé en cinq classes : 
- La première année de cycle 2, appelée aussi cours préparatoire (CP).
- La deuxième année de cycle 2, appelée aussi cours élémentaire 1re année (CE1).
- La troisième année du cycle 2, appelée aussi cours élémentaire 2e année (CE2).
- La première année du cycle 3, appelée aussi cours moyen 1re année (CM1).
- La deuxième année du cycle 3, appelée aussi cours moyen 2e année (CM2).

Depuis 1990, ont été mis en place les RASED, réseaux d'aides spécialisées aux élèves en difficulté, qui comprennent, lorsqu'ils sont complets, trois catégories de personnel (psychologue(s) scolaire(s), enseignant(s) chargé(s) d'aides spécialisées à dominante rééducative, enseignant(s) chargé(s) d'aides spécialisées à dominante pédagogique. Depuis 1991, ont été mises en place les classes d'intégration scolaire. Ces classes, qui n'existent pas dans toutes les écoles, ont pour objectif de permettre aux élèves en situation de handicap de suivre une scolarité ordinaire. Dans la mesure du possible, les élèves de CLIS sont intégrés dans les autres classes en fonction de leurs possibilités. D'autre part, dans les écoles où il y a des CLIS, le projet d'école doit prendre en compte cette situation et favoriser l'ouverture sur le handicap.
Jusqu'en 1989, l'enseignement primaire pouvait être sanctionné par le certificat d'études primaires. Cet examen se passait après deux années supplémentaires de classe de fin d'études primaires, suivies par des élèves qui n’étaient pas entrés en enseignement secondaire. Ce diplôme tombé en désuétude depuis les années 1960 et la prolongation de l'enseignement obligatoire jusqu'à 16 ans, a été supprimé par un décret d'août 1989. Avant les années 1950, et en particulier pendant l'entre-deux-guerres, les noms des différents niveaux étaient les suivants :
- CP : 11e
- CE1 : 10e
- CE2 : 9e
- CM1 : 8e
- CM2 : 7e

## Statistiques

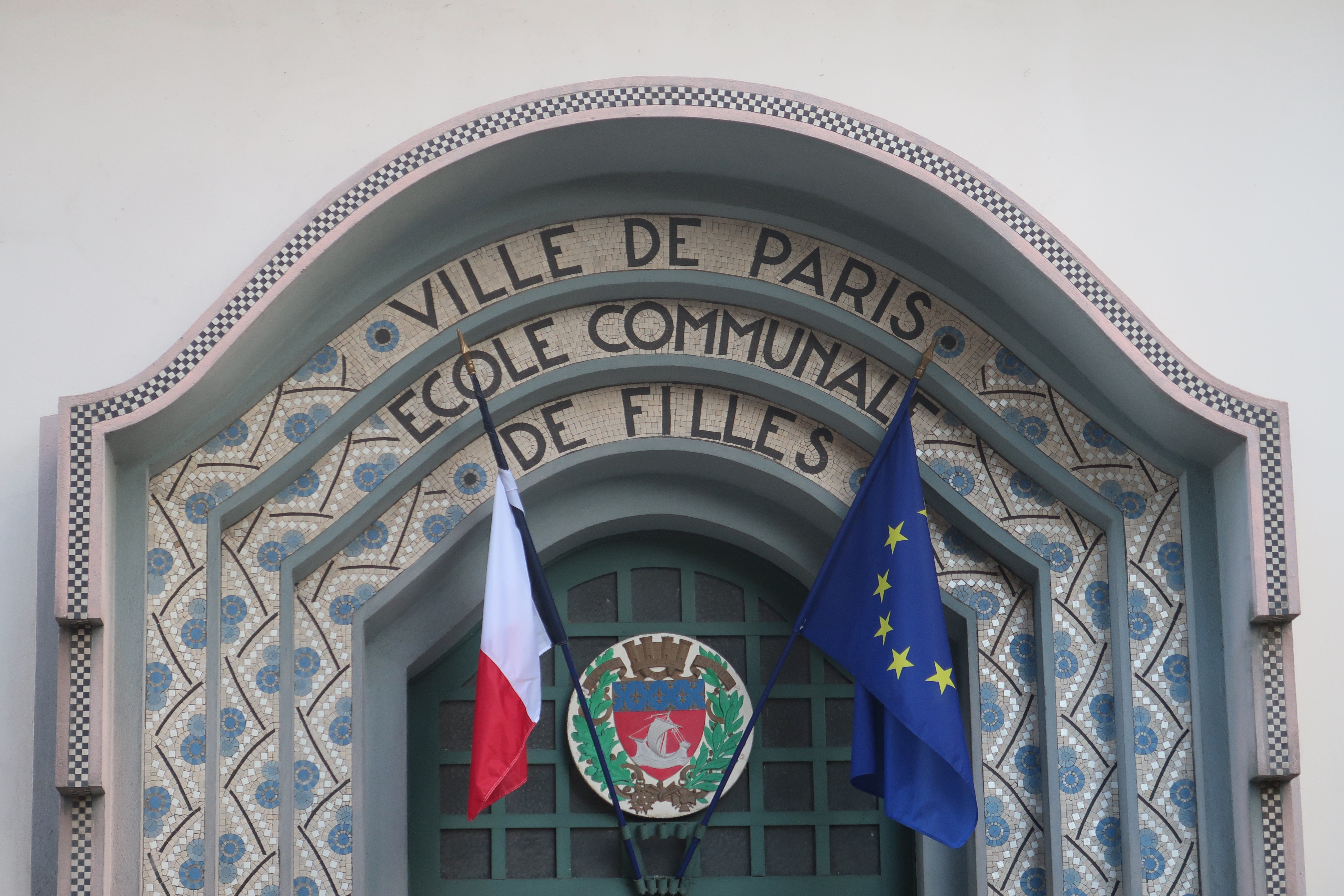
École élémentaire de la rue du Château-des-Rentiers à Paris.

En 2011, il y avait 246 335 classes (en comptant Mayotte) dans l'enseignement public auxquelles il faut ajouter 36 930 classes dans l'enseignement privé. 1 500 fermetures de classes ont été annoncées par le ministre de l'Éducation nationale Luc Chatel pour la rentrée de septembre 2011 (0,6 % du total). Les effectifs de l'éducation nationale ont été réduits de 16 000 postes en 2010. Le budget 2011 prévoit que près de 16 000 postes vont également être supprimés à la rentrée 2011. Selon le syndicat SNUipp-FSU, ces fermetures de classes résultent de 8 967 suppressions de postes dans les écoles publiques au budget 2011, dont 5 600 postes d'enseignants « en surnombre », affectés aux remplacements, et 3 367 postes « devant élèves ».
En 2011, une campagne de recrutement de 17 000 postes va être lancée, visant à remplacer la moitié des quelques 33 000 agents de l'éducation nationale partis à la retraite la même année : 3 000 dans le premier degré, 8 600 dans le second, ainsi que des agents administratifs et du personnel de santé scolaire. En 2011, dans l'enseignement public, il y a en moyenne 25,8 élèves par classe en maternelle (contre 27,9 dans les années 1990) et 22,7 en élémentaire (contre 22,3). Dans le privé l'effectif moyen est de 26 élèves par classe en maternelle et de 22,8 en élémentaire. En 2013, 82 % des enseignants de l'école primaire (élémentaire + maternelle) sont des femmes,.
En 2018 le nombre de classes du premier degré, pour la France métropolitaine et les DOM est de 251 052 dans l'enseignement public et de 34 975 pour l'enseignement privé, soit un total de 286 027. Le nombre d'élèves du premier degré est de 2 492 500  en pré-élémentaire, de 4 206 600 en élémentaire et de 51 100 en ASH (adaptation scolaire et scolarisation des élèves handicapés), soit un total de 6 750 200, dont 5 807 750 dans le secteur public, soit 86 %. Le nombre moyen d'élèves par classes est de 24,3 en maternelle et de 22,7 en élémentaire.
| Le graphique qui aurait dû être présenté ici ne peut pas être affiché car il utilise l'ancienne extension Graph, désactivée pour des questions de sécurité. Des indications pour créer un nouveau graphique avec la nouvelle extension Chart sont disponibles ici . |
| Source secondaire Insee, source primaire Statistique Générale de la France (SGF) . |

| Le graphique qui aurait dû être présenté ici ne peut pas être affiché car il utilise l'ancienne extension Graph, désactivée pour des questions de sécurité. Des indications pour créer un nouveau graphique avec la nouvelle extension Chart sont disponibles ici . |
| Source secondaire Insee, source primaire Statistique Générale de la France (SGF) |

| Le graphique qui aurait dû être présenté ici ne peut pas être affiché car il utilise l'ancienne extension Graph, désactivée pour des questions de sécurité. Des indications pour créer un nouveau graphique avec la nouvelle extension Chart sont disponibles ici . |
| Source secondaire Insee, source primaire Statistique Générale de la France (SGF) |

| Le graphique qui aurait dû être présenté ici ne peut pas être affiché car il utilise l'ancienne extension Graph, désactivée pour des questions de sécurité. Des indications pour créer un nouveau graphique avec la nouvelle extension Chart sont disponibles ici . |
| Source secondaire Insee, source primaire Statistique Générale de la France (SGF) |

| Le graphique qui aurait dû être présenté ici ne peut pas être affiché car il utilise l'ancienne extension Graph, désactivée pour des questions de sécurité. Des indications pour créer un nouveau graphique avec la nouvelle extension Chart sont disponibles ici . |
| Source secondaire Insee, source primaire Statistique Générale de la France (SGF) |